# 篠田陽介
篠田 陽介（しのだ ようすけ、1973年3月23日 - ）は、日本の政治家。元衆議院議員（1期）。

## 来歴
北海道北見市出身。北海道北見北斗高等学校、名古屋工業大学機械工学科卒業。1996年から武部勤衆議院議員の私設秘書を、2001年から公設秘書を務める。
2005年9月の第44回衆議院議員総選挙では、自由民主党公認で愛知1区から出馬。愛知1区では、同区に強固な地盤を有する民主党の河村たかしに敗れるが、重複立候補していた比例東海ブロックで復活し、初当選した。当選後は83会、山崎派に所属。
2009年8月の第45回衆議院議員総選挙では、名古屋市長に転身した河村に代わって出馬した河村の元秘書・佐藤夕子に愛知1区で敗れ、比例復活もならず落選した。
2009年11月、党本部に離党届を提出し、自民党を離党。翌2010年3月、みんなの党に入党した。
第22回参議院議員通常選挙愛知県選挙区にみんなの党公認で出馬した薬師寺道代陣営の事務局長を務めた（薬師寺は4位で落選）。
2011年、みんなの党愛知県第3区支部長を辞任。

## 所属団体・議員連盟
- 自民党動物愛護管理推進議員連盟
- 83会